# Lamprophthalma tuberculifrons
Lamprophthalma tuberculifrons är en tvåvingeart som beskrevs av Meijere 1933. Lamprophthalma tuberculifrons ingår i släktet Lamprophthalma och familjen bredmunsflugor. Inga underarter finns listade i Catalogue of Life.